# 史提夫·伊斯雷爾
史提夫·伊斯雷爾（Steve Jay Israel；1958年5月30日—）是來自美國紐約州的一位政治人物。在2001与2017年期間，他是美國參議院的議員，先後代表紐約的第二和第三選區。他的黨籍是民主黨。